# Germano di Capua
San Germano di Capua (Capua, V secolo – Capua, 30 ottobre 540) è stato vescovo di Capua ed è venerato come santo dalla chiesa cattolica e dalle altre chiese cristiane che ammettono il culto dei santi.

## Agiografia

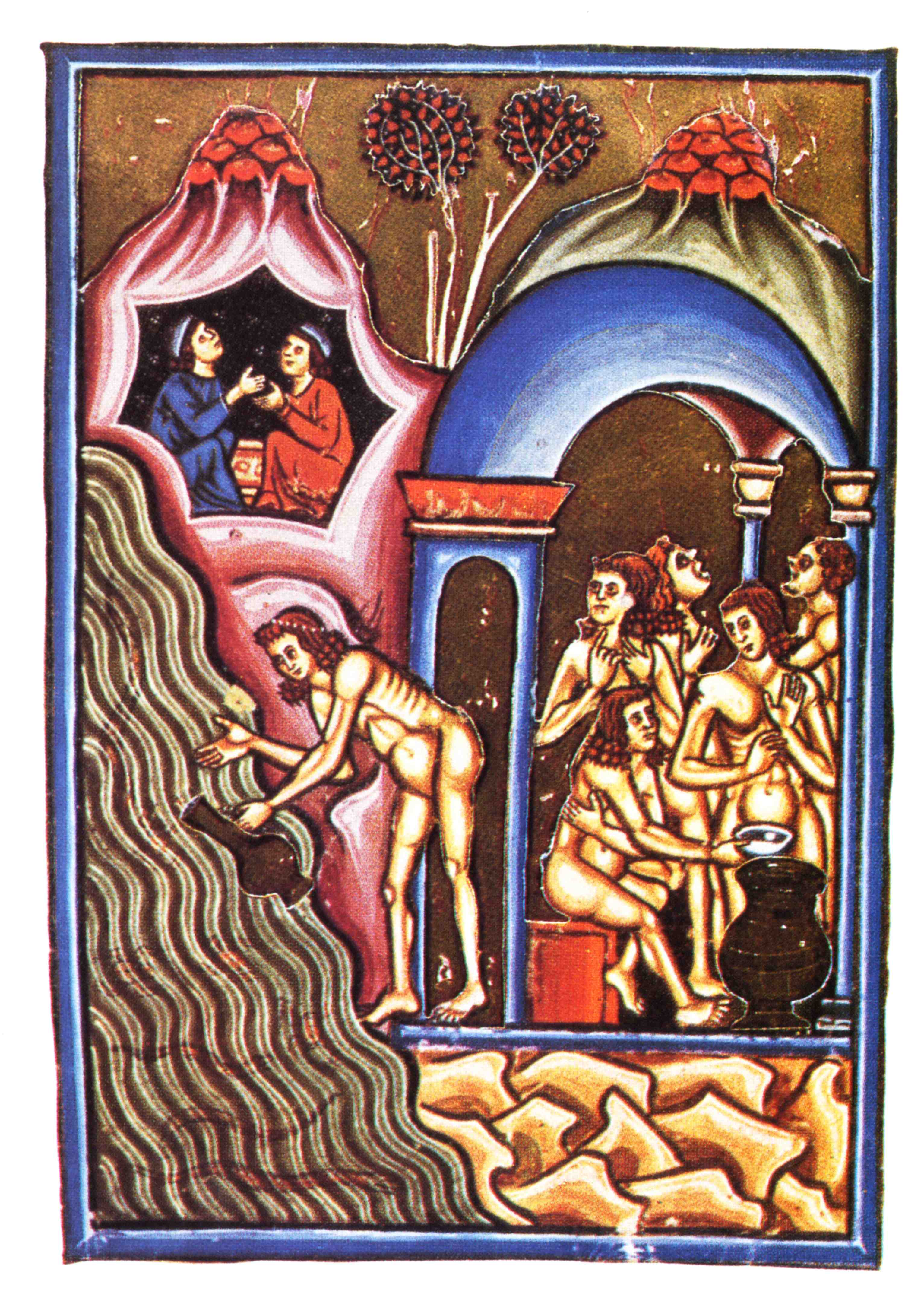
Le Terme di Agnano nella miniatura dell'opera di Pietro da Eboli. In alto a sinistra vi è l'incontro tra San Germano e l'anima del diacono Pascasio che sconta in queste calde esalazioni il purgatorio, e prega Iddio di liberarlo dalla pena.

Nato da una famiglia agiata, dopo la morte del padre si spogliò di tutti i suoi beni per darli ai poveri. Divenne vescovo di Capua nel 516, e fu amico di san Benedetto. Il Liber pontificalis lo menziona come uno dei legati papali mandati nel 519 da papa sant'Ormisda a Costantinopoli per cercare di risolvere lo scisma del patriarca Acacio, che era stato scomunicato dal papa nel 484.
Acacio aveva diffuso, nel 482, un documento noto come Henotikon che pretendeva di conciliare l'eresia monofisita, che attribuiva al Cristo solo la natura divina, con la posizione teologica ufficiale della Chiesa cattolica, sancita anche dal Concilio di Calcedonia, che riconosceva la coesistenza della natura umana e divina nel Cristo. La delegazione ottenne che i vescovi orientali abbandonassero lo scisma di Acacio e riconoscessero la tesi della Chiesa di Roma.
Le notizie che abbiamo di San Germano provengono dai Dialoghi di San Gregorio Magno, in essi sono riportati alcuni episodi della vita di Germano, avvolti nella leggenda. Come l'episodio della liberazione dal purgatorio del diacono Pascasio, che gli si era presentato come il custode della sorgente delle acque termali di Agnano dove Germano era andato a curarsi. Narra ancora Gregorio che, alla morte di Germano, san Benedetto vide che gli angeli portavano in cielo la sua anima.

## Culto
Alla sua morte Germano fu sepolto a Capua nella chiesa di Santo Stefano. Successivamente l'imperatore Ludovico II nell'866 trasferì gran parte delle reliquie a Cassino che così si chiamò San Germano fino al 1863. Le reliquie furono disperse durante il bombardamento anglo-americano dell'abbazia di Montecassino del 1944. Altre reliquie furono portate da Ludovico nella cripta della chiesa di San Sisto a Piacenza.
Il Martirologio romano fissa la memoria liturgica il 30 ottobre.